# Velours de frappe
Le velours de frappe est un élément caractéristique d'un état de conservation supérieur d'une pièce de monnaie.
L'usure des coins, après quelques centaines de frappes, se traduit par l'apparition de ridules, d'ondelettes, à la surface des coins. Ces rides de surface s'impriment sur les monnaies frappées et leur donnent une apparence satinée.
Le velours de frappe diminue au fur et à mesure de l'utilisation de la pièce de monnaie dans la circulation. Autrement dit, la persistance du velours de frappe est le meilleur signe d'un état de conservation élevé dans l'échelle de Scheldon.
- Aux échelons 65 à 70, le velours de frappe doit être uniformément présent sur la pièce de monnaie.
- Aux niveaux 63 et 64, il doit être présent dans le champ de la monnaie et ne pas avoir totalement disparu des reliefs.
- Aux niveaux 62 à 55, le velours de frappe disparaît progressivement du champ.